# UFC選手一覧
UFC選手一覧（ユーエフシーせんしゅいちらん）は、アメリカ合衆国の総合格闘技イベント「UFC」に参戦している、または参戦経験のある選手の一覧である。選手は階級別に記載し、活躍が複数の階級にわたる場合は顕著な成績を挙げている階級にカテゴライズする。

## ヘビー級(205lbs-265lbs: 93.0kg-120.2kg)
- アウグスト・サカイ（ ブラジル）
- アスエリオ・シウバ（ ブラジル）
- アリスター・オーフレイム（ オランダ）
- アレクサンダー・ヴォルコフ（ ロシア）
- アレクサンドル・ロマノフ（ モルドバ）
- アレクセイ・オレイニク（ ロシア）
- アントニー・ハードンク（ オランダ）
- アントニオ・シウバ（ ブラジル）
- アントニオ・ホドリゴ・ノゲイラ（ ブラジル）
- アンドレイ・アルロフスキー（ ベラルーシ）
- ウォルト・ハリス（ アメリカ合衆国）
- エディ・サンチェス（ アメリカ合衆国）
- オレッグ・タクタロフ（ ロシア）
- カーティス・ブレイズ（ アメリカ合衆国）
- カーメロ・マレロ（ アメリカ合衆国）
- ガブリエル・ゴンザーガ（ ブラジル）
- キモ・レオポルド（ ドイツ）
- ギルバート・アイブル（ オランダ）
- キンボ・スライス（ バハマ）
- クリス・ドーカス（ アメリカ合衆国）
- クリスチャン・ウェリッシュ（ アメリカ合衆国）
- グレッグ・ハーディ（ アメリカ合衆国）
- ゲーリー・グッドリッジ（ トリニダード・トバゴ）
- ケイン・ヴェラスケス（ アメリカ合衆国）
- ケビン・ランデルマン（ アメリカ合衆国）
- 高阪剛（ 日本）
- シェーン・デルロサリオ（ アメリカ合衆国）
- ジェイク・オブライエン（ アメリカ合衆国）
- シェイン・カーウィン（ アメリカ合衆国）
- ジェフ・モンソン（ アメリカ合衆国）
- ジェラルド・ゴルドー（ オランダ）
- シーク・コンゴ（ フランス）
- ジャスティン・エイラーズ（ アメリカ合衆国）
- ジャスティン・マッコーリー（ アメリカ合衆国）
- シャミル・アブドゥラヒモフ（ ロシア）
- ジャルジーニョ・ホーゼンストライク（ スリナム）
- ジュニオール・ドス・サントス（ ブラジル）
- ジョシュ・バーネット（ アメリカ合衆国）
- シリル・ガーヌ（ フランス）
- スティーペ・ミオシッチ（ アメリカ合衆国）
- ステファン・ストルーフェ（ オランダ）
- セルゲイ・スピバック（ モルドバ）
- セルゲイ・パブロビッチ（ ロシア）
- タイ・トゥイバサ（ ニュージーランド）
- タナー・ボーザー（ カナダ）
- ダニエル・コーミエ（ アメリカ合衆国）
- タンク・アボット（ アメリカ合衆国）
- ティム・シルビア（ アメリカ合衆国）
- デリック・ルイス（ アメリカ合衆国）
- トッド・ダフィー（ アメリカ合衆国）
- トム・アスピナル（ イングランド）
- トラヴィス・ブラウン（ アメリカ合衆国）
- ドン・フライ（ アメリカ合衆国）
- バス・ルッテン（ オランダ）
- パトリック・バリー（ アメリカ合衆国）
- ヒース・ヒーリング（ アメリカ合衆国）
- ファブリシオ・ヴェウドゥム（ ブラジル）
- ブライアン・ジョンストン（ アメリカ合衆国）
- ブラゴイ・イワノフ（ ブルガリア）
- フランク・ミア（ アメリカ合衆国）
- フランシス・ガヌー（ カメルーン）
- ブランドン・ヴェラ（ アメリカ合衆国）
- ブロック・レスナー（ アメリカ合衆国）
- ボビー・ホフマン（ アメリカ合衆国）
- マイク・ルソー（ アメリカ合衆国）
- マーク・ケアー（ アメリカ合衆国）
- マーク・コールマン（ アメリカ合衆国）
- マーク・ハント（ ニュージーランド）
- マルチン・ティブラ（ ポーランド）
- ミルコ・クロコップ（ クロアチア）
- モーリス・スミス（ アメリカ合衆国）
- ラバー・ジョンソン（ アメリカ合衆国）
- ランディ・クートゥア（ アメリカ合衆国）
- リコ・ロドリゲス（ アメリカ合衆国）
- レムコ・パドゥール（ オランダ）
- ロイ・ネルソン（ アメリカ合衆国）
- ロブ・ブロートン（ イギリス）
- ロベリス・デスパイネ（ キューバ）
- ロン・ウォーターマン（ アメリカ合衆国）

## ライトヘビー級(185lbs-205lbs: 83.9kg-93.0kg)
- アイヴァン・サラヴェリー（ カナダ）
- アザマト・ムルザカノフ（ ロシア）
- アレクサンダー・グスタフソン（ スウェーデン）
- アレクサンダル・ラキッチ（ オーストリア）
- アレッシオ・サカラ（ イタリア）
- アンソニー・スミス（ アメリカ合衆国）
- アンドレイ・シモノフ（ ロシア）
- アンソニー・ジョンソン（ アメリカ合衆国）
- イオン・クテラバ（ モルドバ）
- イリー・プロハースカ（ チェコ）
- イリル・ラティフィ（ スウェーデン）
- ヴァンダレイ・シウバ（ ブラジル）
- ウィウソン・ゴヴェイア（ ブラジル）
- ヴィクター・ヴァリマキ（ カナダ）
- ヴィニシウス・マガリャエス（ ブラジル）
- ヴォルカン・オーズデミア（ スイス）
- エリック・シェイファー（ アメリカ合衆国）
- エルヴィス・シノシック（ オーストラリア）
- オヴィンス・サンプルー（ ハイチ）
- キース・ジャーディン（ アメリカ合衆国）
- クイントン・"ランペイジ"・ジャクソン（ アメリカ合衆国）
- クシシュトフ・ソシンスキー（ カナダ）
- クリストファー・ヘイズマン（ オーストラリア）
- グローバー・テイシェイラ（ ブラジル）
- ケン・シャムロック（ アメリカ合衆国）
- コーリー・アンダーソン（ アメリカ合衆国）
- 近藤有己（ 日本）
- サム・ホーガー（ アメリカ合衆国）
- ジェームス・アーヴィン（ アメリカ合衆国）
- ジェイソン・ランバート（ アメリカ合衆国）
- ジミ・マヌワ（ イギリス）
- ジミー・クルート（ オーストラリア）
- ジャマール・ヒル（ アメリカ合衆国）
- ジョニー・ウォーカー（ ブラジル）
- ショーン・サーモン（ アメリカ合衆国）
- ジョン・ジョーンズ（ アメリカ合衆国）
- ステファン・ボナー（ アメリカ合衆国）
- スティーヴ・キャントウェル（ アメリカ合衆国）
- 高橋義生（ 日本）
- ダスティン・ジャコビー( アメリカ合衆国)
- ダニエル・コーミエ( アメリカ合衆国)
- チアゴ・サントス（ ブラジル）
- チアゴ・シウバ（ ブラジル）
- チェール・ソネン（ アメリカ合衆国）
- チャック・リデル（ アメリカ合衆国）
- チョン・ダウン（ 韓国）
- ティト・オーティズ（ アメリカ合衆国）
- デビッド・ヒース（ アメリカ合衆国）
- ドミニク・レイエス（ アメリカ合衆国）
- ニキータ・クリーロフ（ ウクライナ）
- ビクトー・ベウフォート（ ブラジル）
- ヒューストン・アレクサンダー（ アメリカ合衆国）
- フィル・デイヴィス（ アメリカ合衆国）
- フォレスト・グリフィン（ アメリカ合衆国）
- ブライアン・スタン（ アメリカ合衆国）
- フランク・シャムロック（ アメリカ合衆国）
- ヘクター・ラミレス（ アメリカ合衆国）
- ポール・クレイグ（ スコットランド）
- ボビー・サウスワース（ アメリカ合衆国）
- マイケル・ビスピン（ イギリス）
- マウリシオ・ショーグン（ ブラジル）
- マゴメド・アンカラエフ（ ロシア）
- マット・ハミル（ アメリカ合衆国）
- ミシャ・サークノフ（ カナダ）
- 山本喧一（ 日本）
- ヤン・ブラホヴィッチ（ ポーランド）
- ライアン・スパン（ アメリカ合衆国）
- ライアン・ベイダー（ アメリカ合衆国）
- ラシャド・エヴァンス（ アメリカ合衆国）
- リョート・マチダ（ ブラジル）
- ルイス・カーニ（ ブラジル）
- レナート・ババル（ ブラジル）

## ミドル級(170lbs-185lbs: 77.1kg-83.9kg)
- アイヴァン・サラヴェリー（ カナダ）
- 秋山成勲（ 日本）
- アミール・サダロー（ アメリカ合衆国）
- アラン・ベルチャー（ アメリカ合衆国）
- アレックス・ペレイラ（ ブラジル）
- アンデウソン・シウバ（ ブラジル）
- アンドレ・ムニス（ ブラジル）
- イアン・ハイニッシュ（ アメリカ合衆国）
- イスラエル・アデサンヤ（ ナイジェリア）
- イライアス・テオドロウ（ カナダ）
- エヴァン・タナー（ アメリカ合衆国）
- エドメン・シャバージアン（ アメリカ合衆国）
- エリク・アンダース（ アメリカ合衆国）
- 岡見勇信（ 日本）
- オマリ・アフメドフ（ ロシア）
- カムザット・チマエフ（ スウェーデン）
- カリブ・スターンズ（ カナダ）
- カン・リー（ アメリカ合衆国）
- クリス・カーティス（ アメリカ合衆国）
- クリス・ワイドマン（ アメリカ合衆国）
- クリストフ・ヨトゥコ（ ポーランド）
- ケビン・ホランド（ アメリカ合衆国）
- ケルヴィン・ガステラム（ アメリカ合衆国）
- ケンドール・グローブ（ アメリカ合衆国）
- CB・ダラウェイ（ アメリカ合衆国）
- ジェイソン・デイ（ カナダ）
- ジェイソン・マクドナルド（ カナダ）
- ジェイソン・ミラー（ アメリカ合衆国）
- ジェレミー・ホーン（ アメリカ合衆国）
- ジャスティン・レヴェンス（ アメリカ合衆国）
- ジャック・ハーマンソン（ スウェーデン）
- ジャレッド・キャノニア（ アメリカ合衆国）
- ジョー・ドークセン（ カナダ）
- ショーン・ストリックランド（ アメリカ合衆国）
- スコット・スミス（ アメリカ合衆国）
- ターレス・レイチ（ ブラジル）
- ダレン・ティル（ イングランド）
- ダン・ヘンダーソン（ アメリカ合衆国）
- ダン・ミラー（ アメリカ合衆国）
- チェール・ソネン（ アメリカ合衆国）
- ティム・ボッシュ（ アメリカ合衆国）
- デビッド・テレル（ アメリカ合衆国）
- デヴィッド・ブランチ（ アメリカ合衆国）
- デビッド・ロワゾー（ カナダ）
- デミアン・マイア（ ブラジル）
- テリー・マーティン（ アメリカ合衆国）
- デレク・ブランソン（ アメリカ合衆国）
- トラヴィス・ルター（ アメリカ合衆国）
- ナッソーディン・イマボフ（ フランス）
- ニッセン・オスターネック（ アメリカ合衆国）
- ネイサン・クォーリー（ アメリカ合衆国）
- パウロ・コスタ（ ブラジル）
- パトリック・コーテ（ カナダ）
- ヒカルド・アルメイダ（ アメリカ合衆国）
- フィル・バローニ（ アメリカ合衆国）
- 福田力（ 日本）
- ブラッド・タヴァレス（ アメリカ合衆国）
- ブレンダン・アレン（ アメリカ合衆国）
- ヘクター・ロンバード（ キューバ）
- ホアキン・バックリー（ アメリカ合衆国）
- ホジマール・パリャーレス（ ブラジル）
- ホナウド・ジャカレイ（ ブラジル）
- ホルヘ・リベラ（ アメリカ合衆国）
- マット・リンドランド（ アメリカ合衆国）
- マーヴィン・イーストマン（ アメリカ合衆国）
- マーヴィン・ヴェットーリ（ イタリア）
- マフムート・ムラドフ（ ウズベキスタン）
- マルティン・カンプマン（ デンマーク）
- ムリーロ・ブスタマンチ（ ブラジル）
- ユージーン・ジャクソン（ アメリカ合衆国）
- ユライア・ホール（ ジャマイカ）
- ヨエル・ロメロ（ キューバ）
- ライアン・ジェンセン（ アメリカ合衆国）
- リー・マーレイ（ イギリス）
- リッチ・フランクリン（ アメリカ合衆国）
- ルーク・ロックホールド（ アメリカ合衆国）
- ローガン・クラーク（ アメリカ合衆国）
- ロバート・ウィテカー（ ニュージーランド）
- ローリー・シンガー（ アメリカ合衆国）

## ウェルター級(155lbs-170lbs: 70.3kg-77.1kg)
- アブドゥル・ラザク・アルハッサン（ ガーナ）
- アブバカル・ヌルマゴメドフ（ ロシア）
- アレックス・オリベイラ（ ブラジル）
- アンソニー・ペティス（ アメリカ合衆国）
- エリック・シウバ（ ブラジル）
- カマル・ウスマン（ ナイジェリア）
- カムザット・チマエフ（ スウェーデン）
- カーロス・コンディット（ アメリカ合衆国）
- ギルバート・バーンズ（ ブラジル）
- グンナー・ネルソン（ アイスランド）
- ケイオス・ウィリアムズ（ アメリカ合衆国）
- 郷野聡寛（ 日本）
- コナー・マクレガー（ アイルランド）
- コルビー・コヴィントン（ アメリカ合衆国）
- 佐藤天（ 日本）
- サンチアゴ・ポンジニッビオ（ アルゼンチン）
- ジェス・リアウディン（ フランス）
- ジェイク・エレンバーガー（ アメリカ合衆国）
- ジェイク・シールズ（ アメリカ合衆国）
- ジェフ・ニール（ アメリカ合衆国）
- ジャック・デラ・マダレナ（ オーストラリア）
- シャフカト・ラフモノフ（ カザフスタン）
- ジョー・リッグス（ アメリカ合衆国）
- ショーニー・カーター（ アメリカ合衆国）
- ショーン・ブレイディ（ アメリカ合衆国）
- ジョシュ・コスチェック（ アメリカ合衆国）
- ジョシュ・バークマン（ アメリカ合衆国）
- ジョナサン・グレ（ カナダ）
- ジョニー・ヘンドリックス（ アメリカ合衆国）
- ジョルジュ・サンピエール（ カナダ）
- ジョン・ハザウェイ（ イングランド）
- ジョン・フィッチ（ アメリカ合衆国）
- スティーブン・トンプソン（ アメリカ合衆国）
- ストラッサー起一（ 日本）
- タイロン・ウッドリー（ アメリカ合衆国）
- ダスティン・ヘイズレット（ アメリカ合衆国）
- ダニー・アバディ（ アメリカ合衆国）
- ダニエル・ロドリゲス（ アメリカ合衆国）
- タムダン・マクローリー（ アメリカ合衆国）
- ダレン・ティル（ イングランド）
- ダン・ハーディー（ イングランド）
- チアゴ・アウベス（ ブラジル）
- 長南亮（ 日本）
- ディエゴ・サンチェス（ アメリカ合衆国）
- デニス・ホールマン（ アメリカ合衆国）
- デミアン・マイア（ ブラジル）
- ドナルド・セラーニ（ アメリカ合衆国）
- トニー・デスーザ（ ペルー）
- ドリュー・フィケット（ アメリカ合衆国）
- トロイ・マンダロニス（ アメリカ合衆国）
- 中尾受太郎（ 日本）
- 中村K太郎（ 日本）
- ニコ・プライス（ アメリカ合衆国）
- ニック・ディアス（ アメリカ合衆国）
- ニール・マグニー（ アメリカ合衆国）
- ネイト・ディアス（ アメリカ合衆国）
- ハファエル・ドス・アンジョス（ ブラジル）
- パット・ミレティッチ（ アメリカ合衆国）
- ピート・スプラット（ アメリカ合衆国）
- ビセンテ・ルケ（ ブラジル）
- 弘中邦佳（ 日本）
- フランク・トリッグ（ アメリカ合衆国）
- ブロック・ラーソン（ アメリカ合衆国）
- ヘナート・ヴェリッシモ（ ブラジル）
- ベラル・モハメッド（ パレスチナ）
- ベン・アスクレン（ アメリカ合衆国）
- ベンジー・ラダック（ アメリカ合衆国）
- ホアン・"ジュカオン"・カルネイロ（ ブラジル）
- ホイス・グレイシー（ ブラジル）
- ポール・テイラー（ イングランド）
- ホルヘ・マスヴィダル（ アメリカ合衆国）
- マーカス・デイヴィス（ アメリカ合衆国）
- マイク・スウィック（ アメリカ合衆国）
- マイク・パイル（ アメリカ合衆国）
- マイク・ピアース（ アメリカ合衆国）
- マイク・ペリー（ アメリカ合衆国）
- マイケル・キエーザ（ アメリカ合衆国）
- マット・セラ（ アメリカ合衆国）
- マット・ヒューズ（ アメリカ合衆国）
- マット・ブラウン（ アメリカ合衆国）
- マルティン・カンプマン（ デンマーク）
- ミゲル・バエザ（ アメリカ合衆国）
- ミシェル・ペレイラ（ ブラジル）
- ムスリム・サリコフ（ ロシア）
- 吉田善行（ 日本）
- レオン・エドワーズ（ イングランド）
- ロナルド・ジューン（ アメリカ合衆国）
- ロビー・ローラー（ アメリカ合衆国）
- ローリー・マクドナルド（ カナダ）

## ライト級(145lbs-155lbs: 65.7kg-70.3kg)
- アドリアーノ・マルチンス（ ブラジル）
- アル・アイアキンタ（ アメリカ合衆国）
- アルバート・クレイン（ アメリカ合衆国）
- アルヴィン・ロビンソン（ アメリカ合衆国）
- アルマン・ツァルキヤン（ アルメニア）
- アレクサンダー・ヘルナンデス（ アメリカ合衆国）
- アンソニー・ペティス（ アメリカ合衆国）
- アンディ・ウォン（ 台湾）
- イグナシオ・バハモンデス（ チリ）
- イーブス・エドワーズ（ アメリカ合衆国）
- イスラム・マカチェフ（ ロシア）
- 宇野薫（ 日本）
- エヴァン・ダナム（ アメリカ合衆国）
- エジソン・バルボーザ（ ブラジル）
- エディ・アルバレス（ アメリカ合衆国）
- エフレイン・エスクデロ（ メキシコ）
- エルメス・フランカ（ ブラジル）
- オットマン・アツァイター（ モロッコ）
- カート・ペレグリーノ（ アメリカ合衆国）
- 菊野克紀（ 日本）
- ギルバート・メレンデス（ アメリカ合衆国）
- クラウディオ・プエレス（ ペルー）
- グラント・ドーソン（ アメリカ合衆国）
- クリス・ウェイド（ アメリカ合衆国）
- クレイ・グイダ（ アメリカ合衆国）
- グレイ・メイナード（ アメリカ合衆国）
- グレイゾン・チバウ（ ブラジル）
- グレゴール・ガレスピー（ アメリカ合衆国）
- ケニー・フロリアン（ アメリカ合衆国）
- ケビン・リー（ アメリカ合衆国）
- 小谷直之（ 日本）
- コナー・マクレガー（ アイルランド）
- 五味隆典（ 日本）
- サム・スタウト（ カナダ）
- ジャスティン・ゲイジー（ アメリカ合衆国）
- ジェイソン・ブラック（ アメリカ合衆国）
- ジェイソン・ラインハート（ アメリカ合衆国）
- ジェイミー・ヴァーナー（ アメリカ合衆国）
- ジェームス・ヴィック（ アメリカ合衆国）
- ジェンス・パルヴァー（ アメリカ合衆国）
- ジム・ミラー（ アメリカ合衆国）
- ジョー・スティーブンソン（ アメリカ合衆国）
- ジョー・ローゾン（ アメリカ合衆国）
- ショーン・シャーク（ アメリカ合衆国）
- ジョシュ・トムソン（ アメリカ合衆国）
- ジェレミー・スティーブンス（ アメリカ合衆国）
- ジョルジ・グージェウ（ ブラジル）
- 須藤元気（ 日本）
- スペンサー・フィッシャー（ アメリカ合衆国）
- タイソン・グリフィン（ アメリカ合衆国）
- ダスティン・ポイエー（ アメリカ合衆国）
- ダミル・イスマグロフ（ カザフスタン）
- ダン・フッカー（ ニュージーランド）
- チアゴ・タバレス（ ブラジル）
- チャールズ・オリベイラ（ ブラジル）
- ティアゴ・モイゼス（ ブラジル）
- ディエゴ・サライバ（ ブラジル）
- ディエゴ・サンチェス（ アメリカ合衆国）
- ディエゴ・フェレイラ（ ブラジル）
- ディン・トーマス（ アメリカ合衆国）
- デニス・シヴァー（ ドイツ）
- テリー・エティム（ イギリス）
- 徳留一樹（ 日本）
- ドナルド・セラーニ（ アメリカ合衆国）
- ドリュー・ドーバー（ アメリカ合衆国）
- トニー・ファーガソン( アメリカ合衆国)
- ネイト・ディアス（ アメリカ合衆国）
- ノーマン・パーク（ イギリス）
- パディ・ピンブレット（ イングランド）
- ハビブ・ヌルマゴメドフ（ ロシア）
- ハファエル・ドス・アンジョス（ ブラジル）
- BJ・ペン（ アメリカ合衆国）
- フィリップ・ノヴァー（ アメリカ合衆国）
- フランク・エドガー（ アメリカ合衆国）
- ベニール・ダリウシュ（ イラン）
- ベン・ヘンダーソン（ アメリカ合衆国）
- パディ・ピンブレット（ イギリス）
- ボビー・グリーン（ アメリカ合衆国）
- ポール・ケリー（ イギリス）
- ポール・フェルダー（ アメリカ合衆国）
- マーカス・アウレリオ（ ブラジル）
- マーク・ホーミニック（ カナダ）
- マイク・トーマス・ブラウン（ アメリカ合衆国）
- マイケル・ジョンソン（ アメリカ合衆国）
- マイケル・チャンドラー（ アメリカ合衆国）
- マット・グライス（ アメリカ合衆国）
- マット・ワイマン（ アメリカ合衆国）
- マテウス・ガムロット（ ポーランド）
- マルク・O・マドセン（ デンマーク）
- メルヴィン・ギラード（ アメリカ合衆国）
- ヨエル・アルバレス（ スペイン）
- ラファエル・フィジエフ（ キルギス）
- リッチ・クレメンティ（ アメリカ合衆国）
- ロジャー・ウエルタ（ アメリカ合衆国）

## フェザー級(135lbs-145lbs: 61.2kg-65.7kg)
- アーノルド・アレン（ イングランド）
- アレクサンダー・ヴォルカノフスキー（ オーストラリア）
- アンドレ・フィリ（ アメリカ合衆国）
- 石原夜叉坊（ 日本）
- イリア・トプリア（ ジョージア）
- エリック・コク（ アメリカ合衆国）
- 小見川道大（ 日本）
- カブ・スワンソン（ アメリカ合衆国）
- カルヴィン・ケイター（ アメリカ合衆国）
- 川尻達也（ 日本）
- ギガ・チカゼ（ ジョージア）
- ギャビン・タッカー（ カナダ）
- ザビット・マゴメドシャリポフ（ ロシア）
- ジェイソン・ラインハート（ アメリカ合衆国）
- ジェイソン・ヤング（ イギリス）
- シェーン・ブルゴス（ アメリカ合衆国）
- ジェレミー・スティーブンス（ アメリカ合衆国）
- シャルル・ジョーデイン（ カナダ）
- ジャン・ティエカン（ 中国）
- ジョシュ・エメット（ アメリカ合衆国）
- ジョージ・ループ（ アメリカ合衆国）
- ジョゼ・アルド（ ブラジル）
- ジョナサン・ブルッキンズ（ アメリカ合衆国）
- ジョン・チャンソン（ 韓国）
- ズバイラ・ツフゴフ（ ロシア）
- ソディック・ユサフ（ ナイジェリア）
- 田村一聖（ 日本）
- ダレン・エルキンス（ アメリカ合衆国）
- ダン・イゲ（ アメリカ合衆国）
- チアゴ・タバレス（ ブラジル）
- チャド・メンデス（ アメリカ合衆国）
- チャールズ・オリヴェイラ（ ブラジル）
- チェ・ドゥホ（ 韓国）
- デニス・バミューデス( アメリカ合衆国)
- ディエゴ・ブランダオ( ブラジル)
- ディエゴ・ヌネス（ ブラジル）
- ナム・ファン（ アメリカ合衆国）
- ノード・ラハト（ イスラエル）
- ハキーム・ダオドゥ（ カナダ）
- ハクラン・ディアス（ ブラジル）
- バート・パラゼウスキー（ ポーランド）
- パット・サバティーニ（ アメリカ合衆国）
- ハニ・ヤヒーラ（ ブラジル）
- ハビエル・バスケス（ アメリカ合衆国）
- パブロ・ガーザ（ アメリカ合衆国）
- 日沖発（ 日本）
- フレジソン・パイシャオン（ ブラジル）
- ブライアン・オルテガ（ アメリカ合衆国）
- ブライス・ミッチェル（ アメリカ合衆国）
- フランク・エドガー（ アメリカ合衆国）
- ヘナート・モイカノ（ ブラジル）
- マイク・ブラウン（ アメリカ合衆国）
- マックス・ホロウェイ（ アメリカ合衆国）
- マーク・ホーミニック（ カナダ）
- マンヴェル・ガンブリャン（ アルメニア）
- ミアサド・ベクティック（ ボスニア・ヘルツェゴビナ）
- モフサル・エフロエフ（ ロシア）
- ヤイール・ロドリゲス（ メキシコ）
- ユーリ・アルカンタラ（ ブラジル）
- リカルド・ラマス（ アメリカ合衆国）
- リローン・マーフィー（ イングランド）
- レオナルド・ガルシア（ アメリカ合衆国）
- ロバート・ペラルタ（ アメリカ合衆国）

## バンタム級(125lbs-135lbs: 56.7kg-61.2kg)
- アイヴァン・メンジバー（ カナダ）
- アレックス・ソト（ メキシコ）
- アルジャメイン・スターリング（ アメリカ合衆国）
- アントニオ・バヌエロス（ アメリカ合衆国）
- アラテン・ヘイリ（ 中国）
- ヴァウアン・リー（ イングランド）
- ウマル・ヌルマゴメドフ（ ロシア）
- エイドリアン・ヤネス（ アメリカ合衆国）
- ロンダ・ラウジー（ アメリカ合衆国）
- エディ・ワインランド（ アメリカ合衆国）
- カイラー・フィリップス（ アメリカ合衆国）
- 金原正徳（ 日本）
- クリス・カリアソ（ アメリカ合衆国）
- ケイシー・ケニー（ アメリカ合衆国）
- ケン・ストーン（ アメリカ合衆国）
- コーディ・ガーブラント（ アメリカ合衆国）
- コーディー・スタマン（ アメリカ合衆国）
- コーリー・サンドヘイゲン（ アメリカ合衆国）
- コール・エスコベド（ アメリカ合衆国）
- 佐々木憂流迦（ 日本）
- ジェフ・カラン（ アメリカ合衆国）
- ジミー・リベラ（ アメリカ合衆国）
- ジャック・ショア（ ウェールズ）
- ジョセフ・ベナビデス（ アメリカ合衆国）
- ジョン・ドッドソン（ アメリカ合衆国）
- ショーン・オマリー（ アメリカ合衆国）
- スコット・ヨルゲンセン（ アメリカ合衆国）
- ソン・ヤドン（ 中国）
- ダグラス・シウバ・ジ・アンドラージ（ ブラジル）
- 田中路教（ 日本）
- ダマッシオ・ペイジ（ アメリカ合衆国）
- ダレン・ウエノヤマ（ アメリカ合衆国）
- TJ・ディラショー（ アメリカ合衆国）
- 手塚基伸（ 日本）
- デメトリアス・ジョンソン（ アメリカ合衆国）
- ドミニク・クルーズ（ アメリカ合衆国）
- ハファエル・アスンソン（ ブラジル）
- ブライアン・ボウルズ（ アメリカ合衆国）
- ブラッド・ピケット（ イギリス）
- ペドロ・ムニョス（ ブラジル）
- ヘナン・バラオン（ ブラジル）
- ヘンリー・セフード（ アメリカ合衆国）
- マイク・トーマス・ブラウン（ アメリカ合衆国）
- マイケル・マクドナルド（ アメリカ合衆国）
- マルロン・ヴェラ（ エクアドル）
- マルロン・モラエス（ ブラジル）
- ミゲール・トーレス（ アメリカ合衆国）
- メラブ・ドバリシビリ（ ジョージア）
- 水垣偉弥（ 日本）
- 山本"KID"徳郁（ 日本）
- ユライア・フェイバー（ アメリカ合衆国）
- ラオーニ・バルセロス（ ブラジル）
- リッキー・シモン（ アメリカ合衆国）
- ローランド・デローム（ カナダ）
- ロブ・フォント（ アメリカ合衆国）
- ワレル・ワトソン（ アメリカ合衆国）

## フライ級(115lbs-125lbs: 52.2kg-56.7kg)
- 朝倉海（ 日本）
- アスカル・アスカロフ（ ロシア）
- アミル・アルバジ（ スウェーデン）
- アリ・バガウティノフ（ ロシア）
- アレックス・ペレス（ アメリカ合衆国）
- アレッシャンドリ・パントージャ（ ブラジル）
- イアン・マッコール（ アメリカ合衆国）
- イリアルディ・サントス（ ブラジル）
- 漆谷康宏（ 日本）
- オデー・オズボーン（ ジャマイカ）
- カイ・カラ＝フランス（ ニュージーランド）
- ザック・マコウスキー（ アメリカ合衆国）
- ジェフリー・モリーナ（ アメリカ合衆国）
- ジャスティン・スコッギンス（ アメリカ合衆国）
- ジャレッド・ブルックス（ アメリカ合衆国）
- ジュシー・フォルミーガ（ ブラジル）
- ジョセフ・ベナビデス（ アメリカ合衆国）
- ジョン・ドッドソン（ アメリカ合衆国）
- ジョン・モラガ（ アメリカ合衆国）
- ジョン・リネカー（ ブラジル）
- ジャフェル・フィーリョ（ ブラジル）
- ス・ムダルジ（ 中国）
- セルジオ・ペティス（ アメリカ合衆国）
- 平良達郎（ 日本）
- タギル・ウランベコフ（ ロシア）
- ダスティン・オーティス（ アメリカ合衆国）
- ダニー・マルティネス（ アメリカ合衆国）
- ダビッド・ドボジャーク（ チェコ）
- ダレル・モンタギュー（ アメリカ合衆国）
- デイブソン・フィゲイレード（ ブラジル）
- ティム・エリオット（ アメリカ合衆国）
- デメトリアス・ジョンソン（ アメリカ合衆国）
- ハウリアン・パイバ（ ブラジル）
- ブランドン・モレノ（ メキシコ）
- ブランドン・ロイバル（ アメリカ合衆国）
- ホジェリオ・ボントリン（ ブラジル）
- 堀口恭司（ 日本）
- マット・シュネル（ アメリカ合衆国）
- マテウス・ニコラウ（ ブラジル）
- マネル・ケイプ（ アンゴラ）
- ルイス・ゴーディノ（ アメリカ合衆国）
- レイ・ボーグ（ アメリカ合衆国）